# 遷移状態
遷移状態（せんいじょうたい、英: transition state）とは、化学反応の過程で原系(反応系)から生成系に変換するときに通る最もエネルギーの高い状態のことである。
例えば、2つの分子の衝突によって反応が開始するとき、衝突によって力学的エネルギーが分子内部のエネルギーに変換され、2つの分子の構造は元の構造とは異ったゆがんだ構造となり、元の構造のときよりもエネルギーが高い。このような構造の内、最もエネルギーの高い状態を遷移状態と呼び、その周辺の状態を活性錯体（または活性複合体、活性錯合体）と呼ぶ。
遷移状態は、一般の反応中間体のように直接観測することはできない。しかしフェムト秒単位での赤外分光法により、遷移状態にごく近い反応中間体を捉えることが可能になっており、遷移状態は一般には元の結合が残る一方で新たな結合が形成されつつある状態であると考えられている。
遷移状態の概念は反応速度論において非常に重要である。原系と遷移状態とのエネルギー差が反応の活性化エネルギーに相当し、遷移状態のエネルギーが低い方が活性化エネルギーを獲得する分子の数が増して反応が進みやすくなる。遷移状態の概念は1935年頃ヘンリー・アイリングやマイケル・ポランニーらによって「遷移状態理論」として導入され、アイリングの「絶対反応速度論」などとして発展した。（記事 反応速度論に詳しい）
酵素による触媒作用の1つの要因として、遷移状態が安定化される（すなわち遷移状態のエネルギーが低下する）ことにより活性化エネルギーが減少する効果がある。これを応用して、目的とする反応の遷移状態に類似した化合物を用いて抗体酵素を得る研究がされている。